# 有序向量空间

中的一点以及集合（红色）。此处的序定义为当且仅当且。

在数学中，有序向量空间（ordered vector space）是带有偏序的向量空间，并且偏序与向量空间的运算是相容的。又称偏序向量空间（partially ordered vector space）。

## 定义
给定实数{\displaystyle \mathbb {R} }上的向量空间{\displaystyle V}以及集合{\displaystyle V}上的预序{\displaystyle \leq }，如果对{\displaystyle V}中任意的{\displaystyle x,y,z}以及非负实数{\displaystyle \lambda }，以下公理成立
1. {\displaystyle x\leq y\implies x+z\leq y+z}
2. {\displaystyle x\leq y\implies \lambda x\leq \lambda y}

则有序对{\displaystyle (V,\leq )}称为预序向量空间（preordered vector space）。若{\displaystyle \leq }还是偏序，则{\displaystyle (V,\leq )}称为有序向量空间。这两条公理说明，平移与正的位似变换是序结构的自同构，并且映射{\displaystyle x\mapsto -x}是到对偶序结构的同构。有序向量空间关于其加法运算构成有序群。

## 正锥
给定预序向量空间{\displaystyle V}，子集{\displaystyle V^{+}=\{x\in V|x\geq 0\}}是一个凸锥，称为{\displaystyle V}的正锥（positive cone）。若{\displaystyle V}是有序向量空间，则{\displaystyle V^{+}\cap (-V^{+})=\{0\}}，因此{\displaystyle V^{+}}还是真锥。
若{\displaystyle V}是实向量空间，{\displaystyle C}是{\displaystyle V}的真凸锥，则存在唯一的偏序使得{\displaystyle V}成为有序向量空间并且{\displaystyle V^{+}=C}。这个偏序由以下方式给出
{\displaystyle x\leq y}当且仅当{\displaystyle y-x\in C}
因此，向量空间{\displaystyle V}上（与向量空间结构相容）的偏序与{\displaystyle V}的真凸锥之间存在一一对应。

## 例子
- 实数关于通常的顺序构成有序向量空间。
- 以下关系都是{\displaystyle \mathbb {R} ^{2}}上的偏序，且按照从弱到强的顺序排列。
  1. 字典序：{\displaystyle (a,b)\leq (c,d)}当且仅当{\displaystyle a<c}或{\displaystyle (a=c,b\leq d)}。这是一个全序。正锥由条件{\displaystyle x>0}或{\displaystyle (x=0,y\geq 0)}给出。用极坐标表示，正锥就是由角度满足{\displaystyle -{\frac {\pi }{2}}<\theta \leq {\frac {\pi }{2}}}的点再加上原点组成。
  2. {\displaystyle (a,b)\leq (c,d)}当且仅当{\displaystyle a\leq c}且{\displaystyle b\leq d}（这实际上就是两个偏序集{\displaystyle (\mathbb {R} ,\leq )}的乘积序）。这是一个偏序。正锥由{\displaystyle x\geq 0,y\geq 0}给出。在极坐标中就是{\displaystyle 0\leq \theta \leq {\frac {\pi }{2}}}，再加上原点。
  3. {\displaystyle (a,b)\leq (c,d)}当且仅当{\displaystyle (a<c,b<d)}或{\displaystyle (a=c,b=d)}，也就是两个{\displaystyle (\mathbb {R} ,<)}的直积的反射闭包。正锥由{\displaystyle (x>0,y>0)}或{\displaystyle x=y=0}给出。在极坐标系中，就是{\displaystyle 0<\theta <{\frac {\pi }{2}}}，再加上原点。

只有第二个序是闭集（作为{\displaystyle \mathbb {R} ^{2}\times \mathbb {R} ^{2}}的子集）。

- 仿照{\displaystyle n=2}的情况，可以在{\displaystyle \mathbb {R} ^{n}}上定义类似的偏序。例如，仿照上面提到的第二个序，可以定义：
  - {\displaystyle x\leq y}当且仅当{\displaystyle x_{i}\leq y_{i}\,(i=1,\cdots ,n)}
- 里斯空间是有序向量空间，并且还是格。
- {\displaystyle [0,1]}上的连续函数组成的空间，{\displaystyle f\leq g}当且仅当对任意{\displaystyle x\in [0,1],\,f(x)\leq g(x)}。

## 备注
偏序向量空间中的区间是凸集。设{\displaystyle [a,b]=\{x|a\leq x\leq b\}}，由上面的两个公理可以得出：如果{\displaystyle x,y\in [a,b],\lambda \in (0,1)}，则{\displaystyle \lambda x+(1-\lambda )y\in [a,b]}。